# Цикада (система)
Цикада (индекс ГУКОС — 11Ф643) — гражданский вариант морской спутниковой навигационной системы «Циклон». Приёмная аппаратура «Шхуна» обеспечивает определение положения судна с точностью 50-100 метров. Сдана в эксплуатацию в 1979 году в составе 4 спутников, выведенных на круговые орбиты высотой 1000 км, наклонением 83°. Плоскости орбит наклонены на 45° друг к другу. Аналогом системы «Цикада» является КНС «Транзит» (США), снятая с эксплуатации в 1997 году.
Цикада-М — космическая навигационная система, по предназначению, принципу местоопределения и характеристикам аналогичная системе Цикада. Состав системы — 6 космических аппаратов. Система Цикада-М обеспечивает определение координат места со среднеквадратической погрешностью 80 м. В зависимости от географического положения судна дискретность обсервации составляет 10…55 минут.
Создавалась КНС Цикада-М для навигационного обеспечения военных потребителей и эксплуатируется с 1976 года. После 2008 года потребители КНС «Цикада», «Цикада-М» переводятся на обслуживание КНС ГЛОНАСС, и эксплуатация этой системы  прекращена.
Для работы с низкоорбитальными КНС «Цикада», «Цикада-М» разработана и выпускалась корабельная приемоиндикаторная аппаратура «Шхуна», АДК-3,4, «Челн-1» (СЧ-1), «Челн-2» (СЧ-2) и навигационно-геодезическая система «Челн-3» (СЧ-3). Дальнейшее использование этой аппаратуры гражданскими потребителями при введении в эксплуатацию системы ГЛОНАСС не планируется.

## Принцип действия
Для осуществления навигационных измерений каждый спутник передает непрерывный сигнал на двух фиксированных когерентных частотах в УКВ-диапазоне (близких к 150 и 400 МГц). Приёмная аппаратура, размещённая на судне-пользователе, регистрирует изменение частоты сигналов при прохождении спутника в зоне видимости, вызванное эффектом Доплера, и по этому изменению, а также по закодированным в сигнале данным о параметрах движения спутника, рассчитывает местонахождение пользователя.
Передача навигационного сигнала на двух частотах используется для того, чтобы можно было вести поправку на запаздывание радиосигналов при их прохождении через ионосферу Земли.

## Недостатки системы
- Требует независимого задания скорости приёмника;
- Даёт только 2 координаты;
- Погрешность определения координат более 100 метров;
- В связи с параметрами орбиты, определение координат возможно только в течение 5-6 минут с интервалом от одного до полутора часов;

## Другие системы
В Советском Союзе (и позднее в России) был разработан и действовал военный вариант системы, называемый «Циклон» построенная на базе КА «Циклон» и КА «Залив» (Индекс ГУКОС — 11Ф617), в состав которой входили дополнительно 3 аппаратных комплекса: «Цунами-АМ» на искусственных спутниках Земли, «Цунами-БМ» (P-790) на кораблях и «Цунами-ВМ» на береговых объектах. Который, в отличие от «Цикады», уменьшает период определения координат. Для определения координат военные используют обе системы.